# Stanic
STANIC era una società italiana formata nel 1950 dalla compartecipazione al 50% tra Esso e Anic; il nome stesso era formato dalla unione delle prime tre lettere di Standard Oil (la società dalla cui scissione deriva la Esso) e Anic. La società cominciò da quell'anno la ricostruzione e l'ammodernamento dell'impianto livornese dell'Anic, distrutto dai bombardamenti della seconda guerra mondiale. Contemporaneamente prese in carico la gestione e l'ammodernamento della raffineria di Bari. La direzione generale della società aveva sede a Livorno.
Il nome Stanic è rimasto sia al quartiere di Bari Stanic, sorto intorno alla raffineria, sia informalmente alla raffineria di Livorno, attualmente dell'Eni e situata presso l'abitato di Stagno, a cavallo tra i comuni di Collesalvetti e Livorno.

## Storia
Uno dei fondatori della Stanic fu l'ingegnere Carlo Bardone, direttore Centrale  proveniente dall'ANIC, che si occupò personalmente nella realizzazione delle raffinerie di Bari e Livorno e che fu uno dei fondatori dell'industria petrolifera italiana e dell'ENI.
Il grosso stabilimento toscano venne costruito nel 1938 con il nome di ANIC. Durante il periodo del dopoguerra, lo STANIC (come lo chiamano i livornesi) offrì lavori ed impieghi a chi era rimasto disoccupato dopo la seconda guerra mondiale.
Ma nel 1974 in seguito alla crisi petrolifera ed a una infrastruttura di raffinazione ormai obsoleta venne deciso di chiudere l'avventura della raffineria. Due anni più tardi, nel 1976, la società chiuse definitivamente.